# Mauritia (zoologia)
Mauritia Troschel, 1863 è un genere di molluschi gasteropodi appartenente alla famiglia Cypraeidae.

## Tassonomia
Le specie di Mauritia sono le seguenti:
- Mauritia arabica (Linnaeus, 1758)
- † Mauritia campbelliana (Pilsbry, 1922)
- Mauritia depressa (J.E. Gray, 1824)
- Mauritia eglantina (Duclos, 1833)
- Mauritia grayana Schilder, 1930
- Mauritia histrio (Gmelin, 1791)
- Mauritia maculifera Schilder, 1932
- Mauritia mauritiana (Linnaeus, 1758)
- Mauritia scurra (Gmelin, 1791)
- † Mauritia uzestensis Dolin & Lozouet, 2004